# Peter Frampton/Diskografie
Diese Diskografie ist eine Übersicht über die musikalischen Werke des britischen Rockgitarristen und Rocksängers Peter Frampton. Den Quellenangaben zufolge hat er bisher mehr als 75 Millionen Tonträger verkauft, davon alleine in seiner Heimat über 960.000. Seine erfolgreichste Veröffentlichung ist das Album Frampton Comes Alive! mit über 30 Millionen verkauften Einheiten.

## Alben

### Studioalben
| Jahr | Titel Musiklabel                                               | Höchstplatzierung, Gesamtwochen, AuszeichnungChartplatzierungen (Jahr, Titel, Musiklabel, Platzierungen, Wochen, Auszeichnungen, Anmerkungen) | Höchstplatzierung, Gesamtwochen, AuszeichnungChartplatzierungen (Jahr, Titel, Musiklabel, Platzierungen, Wochen, Auszeichnungen, Anmerkungen) | Höchstplatzierung, Gesamtwochen, AuszeichnungChartplatzierungen (Jahr, Titel, Musiklabel, Platzierungen, Wochen, Auszeichnungen, Anmerkungen) | Höchstplatzierung, Gesamtwochen, AuszeichnungChartplatzierungen (Jahr, Titel, Musiklabel, Platzierungen, Wochen, Auszeichnungen, Anmerkungen) | Höchstplatzierung, Gesamtwochen, AuszeichnungChartplatzierungen (Jahr, Titel, Musiklabel, Platzierungen, Wochen, Auszeichnungen, Anmerkungen) | Anmerkungen                                                                   |
| Jahr | Titel Musiklabel                                               | DE | AT | CH | UK | US | Anmerkungen                                                                   |
| ---- | -------------------------------------------------------------- | --- | --- | --- | --- | --- | ----------------------------------------------------------------------------- |
| 1972 | Wind of Change A&M Records                                     | — | — | — | — | US177 (6 Wo.)US | Erstveröffentlichung: 26. Mai 1972                                            |
| 1973 | Frampton’s Camel A&M Records                                   | — | — | — | — | US110 (22 Wo.)US | Erstveröffentlichung: 20. Oktober 1973                                        |
| 1974 | Somethin’s Happening A&M Records                               | — | — | — | — | US125 (9 Wo.)US | Erstveröffentlichung: 24. März 1974                                           |
| 1975 | Frampton A&M Records                                           | — | — | — | — | US32 Gold · (64 Wo.)US | Erstveröffentlichung: 3. März 1975 Verkäufe: + 500.000                        |
| 1977 | I’m in You A&M Records                                         | DE37 (2 Wo.)DE | — | — | UK19 Silber · (10 Wo.)UK | US2 Platin · (32 Wo.)US | Erstveröffentlichung: 28. Mai 1977 Verkäufe: + 3.000.000                      |
| 1979 | Where I Should Be A&M Records                                  | — | — | — | — | US19 Gold · (16 Wo.)US | Erstveröffentlichung: 30. Mai 1979 Verkäufe: + 520.000                        |
| 1981 | Breaking All the Rules A&M Records                             | — | — | — | — | US43 (13 Wo.)US | Erstveröffentlichung: 14. Mai 1981                                            |
| 1982 | The Art of Control A&M Records                                 | — | — | — | — | US174 (8 Wo.)US | Erstveröffentlichung: 3. August 1982                                          |
| 1986 | Premonition Virgin Records                                     | — | — | — | — | US80 (14 Wo.)US | Erstveröffentlichung: 13. Januar 1986                                         |
| 1989 | When All the Pieces Fit Atlantic Records                       | — | — | — | — | US152 (6 Wo.)US | Erstveröffentlichung: 8. Januar 1989                                          |
| 1994 | Peter Frampton Sony Music Entertainment                        | DE89 (3 Wo.)DE | — | — | — | — | Erstveröffentlichung: 25. Januar 1994                                         |
| 2003 | Now Universal Music Group                                      | — | — | — | — | — | Erstveröffentlichung: 25. August 2003                                         |
| 2006 | Fingerprints A&M Records                                       | — | — | — | — | US129 (2 Wo.)US | Erstveröffentlichung: 12. September 2006 Grammy (Best Pop Instrumental Album) |
| 2010 | Thank You Mr. Churchill Universal Music Group                  | — | — | — | — | US154 (1 Wo.)US | Erstveröffentlichung: 27. April 2010                                          |
| 2014 | Hummingbird in a Box: Songs for a Ballet Universal Music Group | — | — | — | — | — | Erstveröffentlichung: 27. Juli 2014                                           |
| 2016 | Acoustic Classics Universal Music Group                        | — | — | — | — | — | Erstveröffentlichung: 26. Februar 2016                                        |
| 2019 | All Blues Universal Music Group                                | — | — | CH75 (1 Wo.)CH | — | US183 (1 Wo.)US | Erstveröffentlichung: 7. Juni 2019 als Peter Frampton Band                    |
| 2021 | Frampton Forgets the Words Universal Music Group               | — | — | CH72 (1 Wo.)CH | — | — | Erstveröffentlichung: 23. April 2021 als Peter Frampton Band                  |

grau schraffiert: keine Chartdaten aus diesem Jahr verfügbar

### Livealben
| Jahr | Titel Musiklabel                                  | Höchstplatzierung, Gesamtwochen, AuszeichnungChartplatzierungen (Jahr, Titel, Musiklabel, Platzierungen, Wochen, Auszeichnungen, Anmerkungen) | Höchstplatzierung, Gesamtwochen, AuszeichnungChartplatzierungen (Jahr, Titel, Musiklabel, Platzierungen, Wochen, Auszeichnungen, Anmerkungen) | Höchstplatzierung, Gesamtwochen, AuszeichnungChartplatzierungen (Jahr, Titel, Musiklabel, Platzierungen, Wochen, Auszeichnungen, Anmerkungen) | Höchstplatzierung, Gesamtwochen, AuszeichnungChartplatzierungen (Jahr, Titel, Musiklabel, Platzierungen, Wochen, Auszeichnungen, Anmerkungen) | Höchstplatzierung, Gesamtwochen, AuszeichnungChartplatzierungen (Jahr, Titel, Musiklabel, Platzierungen, Wochen, Auszeichnungen, Anmerkungen) | Anmerkungen                                                 |
| Jahr | Titel Musiklabel                                  | DE | AT | CH | UK | US | Anmerkungen                                                 |
| ---- | ------------------------------------------------- | --- | --- | --- | --- | --- | ----------------------------------------------------------- |
| 1976 | Frampton Comes Alive! A&M Records                 | DE4 (15 Wo.)DE | — | — | UK6 Gold · (38 Wo.)UK | US1 ×8Achtfachplatin · (97 Wo.)US | Erstveröffentlichung: 6. Januar 1976 Verkäufe: + 30.000.000 |
| 1995 | Frampton Comes Alive II Universal Music Group     | — | — | — | — | — | Erstveröffentlichung: 10. Oktober 1995                      |
| 2000 | Live in Detroit CMC International                 | — | — | — | — | — | Erstveröffentlichung: 16. Mai 2000                          |
| 2004 | Live in San Francisco, March 24, 1975 A&M Records | — | — | — | — | — | Erstveröffentlichung: 1. Januar 2004                        |

grau schraffiert: keine Chartdaten aus diesem Jahr verfügbar

### Kompilationen
| Jahr | Titel Musiklabel                                     | Anmerkungen                            |
| ---- | ---------------------------------------------------- | -------------------------------------- |
| 1992 | Shine On – A Collection A&M Records                  | Erstveröffentlichung: 20. Oktober 1992 |
| 1996 | Greatest Hits A&M Records                            | Erstveröffentlichung: 18. Juni 1996    |
| 1998 | Peter Frampton Shows the Way A&M Records             | Erstveröffentlichung: 21. Mai 1998     |
| 1998 | The Very Best of Peter Frampton A&M Records          | Erstveröffentlichung: 4. August 1998   |
| 2001 | Anthology: The History of Peter Frampton A&M Records | Erstveröffentlichung: 24. Juli 2001    |

## Singles
| Jahr | Titel Album                                      | Höchstplatzierung, Gesamtwochen, AuszeichnungChartplatzierungen (Jahr, Titel, Album, Platzierungen, Wochen, Auszeichnungen, Anmerkungen) | Höchstplatzierung, Gesamtwochen, AuszeichnungChartplatzierungen (Jahr, Titel, Album, Platzierungen, Wochen, Auszeichnungen, Anmerkungen) | Höchstplatzierung, Gesamtwochen, AuszeichnungChartplatzierungen (Jahr, Titel, Album, Platzierungen, Wochen, Auszeichnungen, Anmerkungen) | Höchstplatzierung, Gesamtwochen, AuszeichnungChartplatzierungen (Jahr, Titel, Album, Platzierungen, Wochen, Auszeichnungen, Anmerkungen) | Höchstplatzierung, Gesamtwochen, AuszeichnungChartplatzierungen (Jahr, Titel, Album, Platzierungen, Wochen, Auszeichnungen, Anmerkungen) | Anmerkungen                                             |
| Jahr | Titel Album                                      | DE | AT | CH | UK | US | Anmerkungen                                             |
| ---- | ------------------------------------------------ | --- | --- | --- | --- | --- | ------------------------------------------------------- |
| 1975 | Show Me the Way Frampton Comes Alive!            | — | — | — | UK10 (12 Wo.)UK | US6 Gold · (18 Wo.)US | Erstveröffentlichung: Mai 1975 Verkäufe: + 530.000      |
| 1975 | Baby, I Love Your Way Frampton Comes Alive!      | — | — | — | UK43 Platin · (5 Wo.)UK | US12 Platin · (16 Wo.)US | Erstveröffentlichung: August 1975 Verkäufe: + 1.615.000 |
| 1976 | Do You Feel Like We Do Frampton Comes Alive!     | — | — | — | UK39 (4 Wo.)UK | US10 (18 Wo.)US | Erstveröffentlichung: September 1976                    |
| 1977 | I’m In You I’m in You                            | — | — | — | UK41 (3 Wo.)UK | US2 Gold · (20 Wo.)US | Erstveröffentlichung: Mai 1977 Verkäufe: + 1.055.000    |
| 1977 | Signed, Sealed, Delivered (I’m Yours) I’m in You | — | — | — | — | US18 (15 Wo.)US | Erstveröffentlichung: August 1977                       |
| 1977 | Tried to Love I’m in You                         | — | — | — | — | US41 (8 Wo.)US | Erstveröffentlichung: November 1977                     |
| 1979 | I Can’t Stand It No More Where I Should Be       | — | — | — | — | US14 (13 Wo.)US | Erstveröffentlichung: Mai 1979                          |
| 1986 | Lying Premonition                                | — | — | — | UK100 (1 Wo.)UK | US74 (8 Wo.)US |                                                         |
| 1994 | Day in the Sun Peter Frampton                    | DE97 (2 Wo.)DE | — | — | — | — |                                                         |

## Videoalben
| Jahr | Titel Musiklabel                                                  | Höchstplatzierung, Gesamtwochen, AuszeichnungChartplatzierungen (Jahr, Titel, Musiklabel, Platzierungen, Wochen, Auszeichnungen, Anmerkungen) | Höchstplatzierung, Gesamtwochen, AuszeichnungChartplatzierungen (Jahr, Titel, Musiklabel, Platzierungen, Wochen, Auszeichnungen, Anmerkungen) | Höchstplatzierung, Gesamtwochen, AuszeichnungChartplatzierungen (Jahr, Titel, Musiklabel, Platzierungen, Wochen, Auszeichnungen, Anmerkungen) | Höchstplatzierung, Gesamtwochen, AuszeichnungChartplatzierungen (Jahr, Titel, Musiklabel, Platzierungen, Wochen, Auszeichnungen, Anmerkungen) | Höchstplatzierung, Gesamtwochen, AuszeichnungChartplatzierungen (Jahr, Titel, Musiklabel, Platzierungen, Wochen, Auszeichnungen, Anmerkungen) | Anmerkungen                                             |
| Jahr | Titel Musiklabel                                                  | DE | AT | CH | UK | US | Anmerkungen                                             |
| ---- | ----------------------------------------------------------------- | --- | --- | --- | --- | --- | ------------------------------------------------------- |
| 1995 | Frampton Comes Alive! II A&M Records                              | — | — | — | — | US10 Gold · (? Wo.)US | Erstveröffentlichung: 4. Januar 1995 Verkäufe: + 50.000 |
| 2000 | Live in Detroit CMC International                                 | — | — | — | — | US16 Gold · (? Wo.)US | Erstveröffentlichung: 16. Mai 2000 Verkäufe: + 50.000   |
| 2006 | Off the Hook – Live in Chicago Universal Music Group              | — | — | — | — | US12 (? Wo.)US | Erstveröffentlichung: 18. Januar 2006                   |
| 2012 | FCA!35 Tour: An Evening with Peter Frampton Universal Music Group | — | — | — | UK27 (1 Wo.)UK | US14 (? Wo.)US | Erstveröffentlichung: 13. November 2012                 |

## Autorenbeteiligungen
| Jahr | Titel Interpretation                                | Höchstplatzierung, Gesamtwochen, AuszeichnungChartplatzierungen (Jahr, Titel, Interpretation, Platzierungen, Wochen, Auszeichnungen, Anmerkungen) | Höchstplatzierung, Gesamtwochen, AuszeichnungChartplatzierungen (Jahr, Titel, Interpretation, Platzierungen, Wochen, Auszeichnungen, Anmerkungen) | Höchstplatzierung, Gesamtwochen, AuszeichnungChartplatzierungen (Jahr, Titel, Interpretation, Platzierungen, Wochen, Auszeichnungen, Anmerkungen) | Höchstplatzierung, Gesamtwochen, AuszeichnungChartplatzierungen (Jahr, Titel, Interpretation, Platzierungen, Wochen, Auszeichnungen, Anmerkungen) | Höchstplatzierung, Gesamtwochen, AuszeichnungChartplatzierungen (Jahr, Titel, Interpretation, Platzierungen, Wochen, Auszeichnungen, Anmerkungen) | Anmerkungen                           |
| Jahr | Titel Interpretation                                | DE | AT | CH | UK | US | Anmerkungen                           |
| ---- | --------------------------------------------------- | --- | --- | --- | --- | --- | ------------------------------------- |
| 1988 | Baby, I Love Your Way/Freebird Medley Will to Power | DE18 (10 Wo.)DE | — | — | UK6 (9 Wo.)UK | US1 Gold · (24 Wo.)US | Erstveröffentlichung: 9. August 1988  |
| 1994 | Baby, I Love Your Way Big Mountain                  | DE9 (30 Wo.)DE | AT4 (16 Wo.)AT | CH2 (21 Wo.)CH | UK2 Silber · (14 Wo.)UK | US6 Gold · (28 Wo.)US | Erstveröffentlichung: 1. Februar 1994 |

## Sonderveröffentlichungen
Kompilationen
| Jahr | Titel Musiklabel                                            | Anmerkungen                          |
| ---- | ----------------------------------------------------------- | ------------------------------------ |
| 1987 | Classics Volume 12 A&M Records                              | Erstveröffentlichung: 25. Juni 1987  |
| 2003 | 20th Century Masters: The Millennium Collection A&M Records | Erstveröffentlichung: 15. Juli 2003  |
| 2005 | Gold A&M Records                                            | Erstveröffentlichung: 26. April 2005 |

## Statistik

### Chartauswertung
|                     | DE    | AT    | CH    | UK    | US     |
| ------------------- | ----- | ----- | ----- | ----- | ------ |
| Nummer-eins-Alben   | DE—DE | AT—AT | CH—CH | UK—UK | US1US  |
| Top-10-Alben        | DE1DE | AT—AT | CH1CH | UK1UK | US2US  |
| Alben in den Charts | DE3DE | AT—AT | CH3CH | UK2UK | US14US |

|                       | DE    | AT    | CH    | UK    | US    |
| --------------------- | ----- | ----- | ----- | ----- | ----- |
| Nummer-eins-Singles   | DE—DE | AT—AT | CH—CH | UK—UK | US—US |
| Top-10-Singles        | DE—DE | AT—AT | CH—CH | UK1UK | US3US |
| Singles in den Charts | DE1DE | AT—AT | CH—CH | UK5UK | US8US |

|                          | DE    | AT    | CH    | UK    | US    |
| ------------------------ | ----- | ----- | ----- | ----- | ----- |
| Nummer-eins-Videoalben   | DE—DE | AT—AT | CH—CH | UK—UK | US—US |
| Top-10-Videoalben        | DE—DE | AT—AT | CH—CH | UK—UK | US1US |
| Videoalben in den Charts | DE—DE | AT—AT | CH—CH | UK—UK | US4US |

### Auszeichnungen für Musikverkäufe
| Goldene Schallplatte - Kanada - 1976: für das Album Frampton Comes Alive - 1977: für die Single I’m in You - 1979: für das Album Where I Should Be - Neuseeland - 1978: für das Album I’m in You - 1994: für die Autorenbeteiligung Baby, I Love Your Way (Big Mountain) - 2021: für die Single Baby, I Love Your Way - Spanien - 2024: für die Autorenbeteiligung Baby, I Love Your Way (Big Mountain) Platin-Schallplatte - Australien - 1978: für das Album I’m in You - 1994: für die Autorenbeteiligung Baby, I Love Your Way (Big Mountain) - Kanada - 1977: für das Album I’m in You - Neuseeland - 2025: für die Single Show Me the Way | 3× Platin-Schallplatte - Australien - 1978: für das Album Frampton Comes Alive! 5× Platin-Schallplatte - Neuseeland - 1978: für das Album Frampton Comes Alive |

Anmerkung: Auszeichnungen in Ländern aus den Charttabellen bzw. Chartboxen sind in ebendiesen zu finden.
| Land/RegionAuszeichnungen für Musikverkäufe (Land/Region, Auszeichnungen, Verkäufe, Quellen) | Silber     | Gold       | Platin       | Verkäufe   | Quellen             |
| -------------------------------------------------------------------------------------------- | ---------- | ---------- | ------------ | ---------- | ------------------- |
| Australien (ARIA)                                                                            | —          | —          | 5× Platin5   | 270.000    | aria.com.au         |
| Kanada (MC)                                                                                  | —          | 3× Gold3   | Platin1      | 275.000    | musiccanada.com     |
| Neuseeland (RMNZ)                                                                            | —          | 3× Gold3   | 6× Platin6   | 220.000    | radioscope.co.nz    |
| Spanien (Promusicae)                                                                         | —          | Gold1      | —            | 30.000     | elportaldemusica.es |
| Vereinigte Staaten (RIAA)                                                                    | —          | 8× Gold8   | 10× Platin10 | 13.600.000 | riaa.com            |
| Vereinigtes Königreich (BPI)                                                                 | 2× Silber2 | Gold1      | Platin1      | 960.000    | bpi.co.uk           |
| Insgesamt                                                                                    | 2× Silber2 | 16× Gold16 | 23× Platin23 |            |                     |